# Nick Tilsley

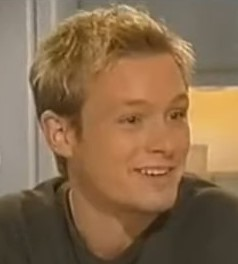
Fotografía del personaje "Nick" Tisley protagonizado por el actor Adam Rickitt

Nicolas Paul "Nick" Tilsley (anteriormente conocido como: Nick Platt) es un personaje ficticio de la serie de televisión británica Coronation Street, interpretado por el actor Ben Price de diciembre del 2009 hasta el 2 de junio del 2017. Anteriormente Nick fue interpretado por Adam Rickitt de 1997 hasta el 2004 y por Warren Jackson del 5 de enero de 1981 hasta 1996.

## Antecedentes
Nick es el primer hijo de Brian Tilsley y Gail Platt.